# Saalig
Saalig ist ein Ortsteil der Gemeinde Mühlental im Vogtlandkreis.

## Geographie
Saalig liegt im Südosten der Gemeinde und grenzt an drei weitere Ortsteile der Gemeinde Mühlental (Marieney im Westen, Hermsgrün im Süden und Wohlbach im Südosten) und an zwei Ortsteile der Stadt Schöneck/Vogtl. (Eschenbach im Osten und Schilbach im Norden).

## Geschichte
Das etwa 308 Hektar große Waldhufendorf wurde 1279 als Salech erstmals erwähnt. Der Name leitet sich von der lateinischen Bezeichnung  der Weide (Salix) her. Bis ins 19. Jahrhundert gehörte Saalig zum Amt Voigtsberg.
1973 wurde das Dorf nach Marieney eingemeindet. Seit 1994 gehört das Dorf zur neu gegründeten Gemeinde Mühlental.

## Entwicklung der Einwohnerzahl
| Jahr | Einwohnerzahl                |
| ---- | ---------------------------- |
| 1583 | 12 besessene Mann, 1 Häusler |
| 1764 | 16 besessene Mann, 1 Häusler |
| 1834 | 172                          |
| 1871 | 199                          |

| Jahr | Einwohnerzahl |
| ---- | ------------- |
| 1890 | 207           |
| 1910 | 184           |
| 1925 | 184           |
| 1939 | 177           |

| Jahr | Einwohnerzahl |
| ---- | ------------- |
| 1946 | 184           |
| 1950 | 175           |
| 1964 | 138           |

## Öffentlicher Nahverkehr
Saalig ist mit der vertakteten RufBus-Linie 37 des Verkehrsverbunds Vogtland an Adorf angebunden. Die RufBus-Linie 98 verbindet den Ort außerdem mit Wohlbach, Marieney und Elstertal. In Elstertal besteht Anschluss zur TaktBus-Linie 92 in Richtung Plauen/Oelsnitz und Bad Elster.